# Communauté d'agglomération de la Boucle de la Seine
La communauté d'agglomération de la Boucle de la Seine (CABS) est une ancienne communauté d'agglomération française, située dans le département des Yvelines et la région Île-de-France.
Le 1er janvier 2016, elle fusionne avec la communauté d'agglomération Saint-Germain Seine et Forêts, la communauté de communes Maisons-Mesnil, pour former la communauté d'agglomération Saint-Germain Boucles de Seine (CASGBS), qui comprend également la commune de Bezons.

## Historique
La communauté de communes de la Boucle de la Seine a été créée par arrêté préfectoral du 27 décembre 2004 et a commencé à fonctionner le 1er janvier 2005.
Le 1er janvier 2015, elle se transforme en communauté d'agglomération.
Dans le cadre de la mise en œuvre de la loi MAPAM du 27 janvier 2014, qui prévoit la généralisation de l'intercommunalité à l'ensemble des communes, et la constitution d'intercommunalités de plus de 200 000 habitants en seconde couronne d'Île-de-France afin qu'elles soient en mesure de dialoguer avec la Métropole du Grand Paris, le préfet de la région d'Île-de-France a saisi la commission départementale de coopération intercommunale du 28 août 2014 d'un projet tendant à ce que les 41 EPCI de grande couronne ayant leur siège dans l'unité urbaine de Paris voient leur nombre réduit à 11, la population moyenne de ces EPCI passant d'un peu moins de 95 000 habitants, à près de 350 000.
Ce projet consistait notamment à fusionner :
- La communauté d'agglomération de la Boucle de la Seine ;
- La communauté d'agglomération Saint-Germain Seine et Forêts ;
- La communauté de communes Maisons-Mesnil dans les Yvelines ;
- auxquelles s'adjoindrait  la commune de Bezons dans le Val-d'Oise, jusqu'alors membre de la communauté d'agglomération Argenteuil-Bezons compte tenu de la délibération prise par la commune d'Argenteuil demandant à rejoindre la Métropole du Grand Paris, le nouvel ensemble réunissant 340 500 habitants[3],[4]

Ce projet, bien que rejeté par la plupart des conseils municipaux concernés, qui rejettent notamment l'inclusion de Bezons à la nouvelle intercommunalité,, est entériné par le schéma régional de coopération intercommunale approuvé par le préfet de région le 4 mars 2015.
La communauté d'agglomération Saint-Germain Boucles de Seine est donc ainsi créée par un arrêté préfectoral du 1er janvier 2016, entraînant la dissolution de la CABS.

## Territoire communautaire

### Géographie
La communauté d'agglomération de la Boucle de la Seine regroupait sept communes, totalisant environ 172 316 habitants sur un espace de 3900 hectares (dont 370 hectares d'espaces agricoles et 344 hectares d'espaces verts). Elle était desservie par cinq gares  (avec Sartrouville, Houilles - Carrières-sur-Seine, Le Vésinet-Le Pecq, Le Vésinet-Centre et Chatou-Croissy) et, à terme, six avec Sartrouville-Val-Notre-Dame (Ligne 11 du tramway d'Île-de-France), 19 lignes de bus du réseau de bus Bus en Seine et 30 kilomètres de pistes cyclables.

### Composition
La communauté d'agglomération regroupait en 2015 les 7 communes suivantes :
| Nom                 | Code Insee | Gentilé        | Superficie (km2) | Population (dernière pop. légale) | Densité (hab./km2) |
| ------------------- | ---------- | -------------- | ---------------- | --------------------------------- | ------------------ |
| Montesson (siège)   | 78418      | Montessonnais  | 7,36             | 15 126 (2014)                     | 2 055              |
| Chatou              | 78146      | Catoviens      | 5,08             | 30 876 (2014)                     | 6 078              |
| Carrières-sur-Seine | 78124      | Carrillons     | 5,02             | 15 252 (2014)                     | 3 038              |
| Croissy-sur-Seine   | 78190      | Croissillons   | 3,44             | 9 936 (2014)                      | 2 888              |
| Houilles            | 78311      | Ovillois       | 4,43             | 32 481 (2014)                     | 7 332              |
| Sartrouville        | 78586      | Sartrouvillois | 8,46             | 51 747 (2014)                     | 6 117              |
| Le Vésinet          | 78650      | Vésigondins    | 5,00             | 15 929 (2014)                     | 3 186              |

### Démographie
| 2012    | 2013    |
| ------- | ------- |
| 171 028 | 170 920 |

## Organisation

### Siège
Le siège de la communauté d'agglomération était à Montesson, 1, rue Pierre Louis Guyard.

### Élus
La répartition des sièges au sein du conseil communautaire était déterminé en vertu de l'article L5214-7 du Code général des collectivités territoriales:

Dans un délai de trois mois à compter de la notification d'arrêté fixant le périmètre de la communauté, le nombre et la répartition des sièges au sein du conseil de la communauté sont fixés soit par accord amiable de l'ensemble des conseils municipaux des communes intéressées, soit en fonction de la population, par décisions des conseils municipaux des communes intéressées dans les conditions de la majorité qualifiée requise pour la création de la communauté de communes.

Dans les deux cas, chaque commune dispose au minimum d'un siège et aucune commune ne peut disposer de plus de la moitié des sièges.
Ainsi, le premier choix ayant été fait lors de la création de la communauté de communes, le conseil communautaire est composé de 28 délégués, soit quatre délégués titulaires (plus deux délégués suppléants) par commune.
La répartition pour la mandature 2008-2014 était réalisé de la manière suivante:
| Commune             | Qualité               | Nombre    | Qualité             | Nombre    |
| ------------------- | --------------------- | --------- | ------------------- | --------- |
| Identité            | 2008-2012             | 2008-2012 | 2012-2014           | 2012-2014 |
| Carrières-sur-Seine | Majorité municipale   | 4         | Majorité municipale | 4         |
| Chatou              | Majorité municipale   | 4         | Majorité municipale | 4         |
| Croissy-sur-Seine   | Majorité municipale   | 4         | Majorité municipale | 4         |
| Houilles            | Majorité municipale   | 4         | Majorité municipale | 4         |
| Montesson           | Majorité municipale   | 4         | Majorité municipale | 4         |
| Sartrouville        | Majorité municipale   | 4         | Majorité municipale | 4         |
| Le Vésinet          | Majorité municipale   | 3         | Majorité municipale | 4         |
| Le Vésinet          | Opposition municipale | 1         | Majorité municipale | 4         |

À la suite de la loi du 10 décembre 2010 les sièges de chaque commune doivent être fonction de leur population. Le conseil communautaire a ainsi proposé de fixer à 64 le nombre de conseillers communautaires : 56 sièges répartis de façon proportionnelle et 8 sièges dévolus aux communes les moins peuplées.

Pour la mandature 2014-2020, la répartition des sièges est donc :
| Commune             | Sièges proportionnels | Sièges supplémentaires | Total |
| ------------------- | --------------------- | ---------------------- | ----- |
| Carrières-sur-Seine | 5                     | 2                      | 7     |
| Chatou              | 10                    | 0                      | 10    |
| Croissy-sur-Seine   | 3                     | 2                      | 5     |
| Houilles            | 11                    | 0                      | 11    |
| Montesson           | 5                     | 2                      | 7     |
| Sartrouville        | 17                    | 0                      | 17    |
| Le Vésinet          | 5                     | 2                      | 7     |

À la suite des élections municipales de 2014 dans les Yvelines, le nouveau conseil communautaire a élu le 10 avril 2014 son nouveau président, Pierre Fond, maire de Sartrouville, qui est resté en fonction jusqu'à la dissolution de la CABS, avant d'être élu à la présidence de la CASGBS.

### Liste des présidents
| Période                                  | Période       | Identité        | Étiquette   | Qualité |
| ---------------------------------------- | ------------- | --------------- | ----------- | --- |
| Les données manquantes sont à compléter. |               |                 |             | |
|                                          | avril 2014    | Christian Murez | RPR - UMP   | Médecin généraliste Maire de Chatou (1995 → 2008) |
| avril 2014                               | décembre 2015 | Pierre Fond     | UMP puis LR | Maire de Sartrouville (1995 → ) Conseiller général puis départemental de Sartrouville (1998 → ) Vice-président du conseil départemental des Yvelines (2015 → ) Président de la CASGBS (2016 → ) |

### Compétences
L'intercommunalité exerçait les compétences que les communes membres lui avaient déléguées, conformément aux dispositions du code général des collectivités territoriales.

### Régime fiscal et budget
La communauté d'agglomération était un établissement public de coopération intercommunale à fiscalité propre.
Afin de financer l'exercice de ses compétences, l'intercommunalité, comme toutes les communautés d'agglomération, percevait la fiscalité professionnelle unique (FPU) – qui a succédé à la taxe professionnelle unique (TPU) – et assure une péréquation de ressources entre les communes résidentielles et celles dotées de zones d'activité.
Elle percevait également le produit de la taxe d'enlèvement des ordures ménagères perçu précédemment par les communes, une dotation globale de fonctionnement (DGF) versée par l'État, des subventions spécifiques pour aider au fonctionnement des lignes de bus ainsi que des subventions ponctuelles pour différentes études.
Le budget 2013 était de  81 643 148 € dont 66 200 560 € au titre du fonctionnement et 15 442 588 € au titre de l’investissement.

## Projets et réalisations
La CABS axait son action sur trois thèmes principaux :
- les déplacements : renforcer les transports collectifs (fréquence des bus en particulier), créer une gare routière sur l'A14 afin de relier les Boucles de la Seine à La Défense, réduire la circulation automobile, créer une nouvelle route départementale entre Montesson et Sartrouville et poursuivre les programmes de circulation douce (pistes cyclables) ;
- l'urbanisme : favoriser l'implantation d'activités économiques nouvelles et améliorer le taux d'emploi dans la CABS, maîtriser le développement résidentiel en poursuivant une politique raisonnable de densité, de diversification et de qualité environnementale, tenir compte de l'évolution des infrastructures routières et ferrées et réaliser les équipements publics nécessaires aux besoins de la population ;
- les espaces naturels : préserver les espaces agricoles, poursuivre l'aménagement des espaces dédiés aux sports et aux loisirs, aménager un réseau d'espaces verts reliés par des liaisons douces et des cheminements piétonniers et valoriser les bords de Seine.